# انتخابات ریاست‌جمهوری افغانستان
انتخابات ریاست جمهوری افغانستان، انتخاباتی بود که در نظام جمهوری اسلامی (۱۳۸۳ تا ۱۴۰۰/ ۲۰۰۴ تا ۲۰۲۱م) این کشور برگزار می‌شد. در این نظام و براساس قانون اساسی دوره ریاست جمهوری ۵ ساله بود و برای تعیین رئیس‌جمهور افغانستان به عنوان شخص اول کشور انتخابات برگزار می‌شد.

## در قانون اساسی
در فصل سوم قانون اساسی پیشین افغانستان جایگاه رئیس‌جمهور در رأس دولت جمهوری اسلامی تعریف شده بود که توسط انتخابات آزاد و سراسری برای مدت ۵ سال انتخاب می‌شد. هر فرد می‌توانست برای دوره محدود دو بار رئیس‌جمهور افغانستان شود.

## تأیید صلاحیت
کمیسیون مستقل انتخابات مسئول بررسی تأیید صلاحیت نامزدهای ریاست جمهوری بود. این کمیسیون با تطبیق شرایط هر کاندید ریاست جمهوری بر اساس قانون اساسی و قانون انتخابات افراد را تأیید را رد صلاحیت می‌کرد.

### شرایط کاندید شدن
در ماده شصت و دوم قانون اساسی پیشین و ماده سی و هشتم قانون انتخابات سابق شرایط رئیس‌جمهور شدن را به شرح زیر آورده بود:
- تبعه افغانستان، مسلمان بوده و از والدین افغانستانی متولد شده باشد و تابعیت کشور دیگری را نداشته باشد.
- در روز کاندید شدن کمتر از چهل سال نداشته باشد.
- از طرف دادگاه به ارتکاب جرایم ضد بشری، جنایت یا حرمان از حقوق مدنی محکوم نشده باشد.
- هیچ شخص نمی‌تواند بیش از دو دوره به عنوان رئیس‌جمهور یا معاون رئیس‌جمهور تعیین گردد.

طبق ماده هفتاد و سوم قانون انتخابات، هر فردی که برای ریاست جمهوری کاندید می‌شود باید درخواست کتبی خود به کمیسیون مستقل انتخابات در زمان تعیین شده ارائه کند. درخواست ثبت نام حاوی مطالب زیر است:
- اسم و آدرس مشخص
- کپی مدرکی که هویت وی را مشخص کند.
- کپی تأیید شده مدارک تحصیلی.
- ارائه اطلاعات در خصوص وضعیت صحی، دارایی‌های منقول و غیرمنقول، محل سکونت اصلی، آخرین محل وظیفه.
- ارائه فهرست اسامی و شماره کارت ثبت نام ۱۰۰ هزار نفر از ۲۰ ولایت که کاندید شدن شخص را در ورق رای دهی تأیید کند.
- ارائه سند استعفا از وظایف دولتی.
- معرفی دو کاندید واجد شرایط مطابق قانون.
- ارائه ۱ میلیون افغانی پول پیش شرط (در صورت برنده شدن یا کسب ۱۰ درصد آراء صحیح پول بازگردانده می‌شود).

طبق قانون هفتاد و هفتم قانون انتخابات هر کاندید باید به میزان معینی که از طرف کمیسیون انتخابات اعلام می‌شود هزینه کند. این افراد نمی‌توانند از اتباع، دولت‌ها و نمایندگی‌های کشورهای دیگر کمک مالی قبول یا دریافت کنند.

## برنده
مطابق ماده شصت و یکم قانون اساسی قبلی افغانستان رئیس‌جمهور با کسب بیش از پنجاه درصد رای‌دهندگان از طریق رای‌گیری آزاد، عمومی، سری و مستقیم انتخاب می‌گردید و تا اول جوزا/خرداد پنج سال بعد در این سمت باقی می‌ماند. اگر کاندیدی در دور اول انتخابات نمی‌توانست رای بیش از پنجاه درصد آرا را کسب کند؛ دو کاندیدی که بیشترین آرا را کسب کرده ظرف دو هفته پس از انتخابات دور اول برای دور دوم حضور پیدا می‌کردند و فردی که اکثریت آرا را دریافت می‌کرد به عنوان رئیس‌جمهور انتخاب می‌شد.

## ابطال رای
مواردی که منجر به باطل شدن آراء یک کاندید در یک محل یا مرکز می‌شد.
- استفاده از زور که باعث سلب آزادی یا مجروحیت رای‌دهنده یا کارمند انتخابات شود.
- تصرف صندوق‌های رای توسط کاندیدی یا افراد نزدیک به وی که منجر شود افراد دیگر نتوانند از آن استفاده کنند.
- استفاده از اسلحه بخاطر کسب منفعت یا مختل ساختن مراحل انتخابات.
- اثبات پرداخت رشوه.
- استفاده از کارت رای دهی اشخاص به‌طور دسته جمعی در غیاب صاحب کارت.
- در صورتی که آراء یک مرکز بیشتر از تعداد رای‌دهندگان شامل فهرست باشد (انتخابات مجدد در مرکز برگزار می‌شود).
- کمیسیون انتخابات می‌تواند آراء یک مرکز را به علت خدشه دار شدن اصول عادلانه بودن، سری بودن و مستقیم بودن باطل کند (در خلال ۷ روز انتخابات مجدد در مرکز برگزار می‌شود).

## دوره‌های برگزاری
از تاسیس نظام جمهوری اسلامی افغانستان در ۱۳۸۳/۲۰۰۴م تا روی‌کار آمدن دوباره طالبان (تابستان ۱۴۰۰خ/۲۰۲۱م) چهار دوره انتخابات ریاست جمهوری در افغانستان با فاصله ۵ ساله در سال‌های ۱۳۸۳/۲۰۰۴م، ۱۳۸۸/۲۰۰۹م، ۱۳۹۳/۲۰۱۴م و ۱۳۹۸/۲۰۱۹م برگزار شد. دوره‌های اول و چهارم در یک مرحله و دورهای دوم و سوم در دو مرحله انجام شد. در دورهای اول و دوم حامد کرزی و دورهای سوم و چهارم محمداشرف غنی به عنوان رئیس‌جمهور انتخاب شدند. در دومین انتخابات ریاست جمهوری در سال ۱۳۸۸ عبدالله عبدالله از حضور در دور دوم انتخابات کناره‌گیری کرد و حامد کرزی به عنوان رئیس‌جمهور انتخاب شد. سومین انتخابات ریاست جمهوری در سال ۱۳۹۳ برگزار شد که به دور دوم کشید. در دور دوم بعلت تقلب گسترده در انتخابات دو کاندید توافق به تشکیل دولت ائتلافی دادند. انتخاب چهارم نیز با کاهش شدید رای‌دهندگان و مذاکرات صلح با طالبان روبرو شد و با جنجال چند ماهه ادامه یافت.
| ×                | تاریخ برگزاری         | جمعیت واجد شرایط                | آرا       | آرا     | آرا       | درصد مشارکت | شمار کاندیداهای رسمی | رئیس‌جمهور     | تعداد رای منتخب | درصد رای منتخب | یاداشت |
| ×                | تاریخ برگزاری         | جمعیت واجد شرایط                | کل        | باطل    | صحیح      |             |                      |               |                 |                |        |
| ---------------- | --------------------- | ------------------------------- | --------- | ------- | --------- | ----------- | -------------------- | ------------- | --------------- | -------------- | ------ |
| اول              | ۱۸ مهر/میزان ۱۳۸۳     | ۱۲٫۶ میلیون نفر                 | ۸٬۱۲۸٬۹۴۰ | ۱۰۴٬۴۰۴ | ۸٬۰۲۴٬۵۳  | ۷۰          | ۱۸                   | حامد کرزی     | ۴٫۴۴۳٫۰۲۹       | ۵۵٫۴           | [ ۸ ]  |
| دوم              | ۲۹ اسد/مرداد ۱۳۸۸     | ۱۲–۱۳ میلیون نفر                | ۴٫۸۲۳٫۰۹۰ | ۲۲۵٬۳۶۳ | ۴٬۵۹۷٬۷۲۷ | ~۴۰         | ۳۲                   | حامد کرزی     | ۲٬۲۸۳٬۹۰۷       | ۴۹٫۶۷          | [ ۹ ]  |
| سوم (دو مرحله‌ای) | ۱۶ حمل (فروردین) ۱۳۹۳ | ۱۲–۱۳ میلیون نفر                | ۷٬۱۸۰٬۸۴  | ۵۷۶٬۳۰  | ۶٬۶۰۴٬۵۴  | ~۵۸         | ۱۱                   | محمد اشرف غنی | ۴٬۴۸۵٬۸۸۸       | ۵۶٫۴۴          | [ ۱۱ ] |
| سوم (دو مرحله‌ای) | ۲۴ جوزا (خرداد) ۱۳۹۳  | ۱۲–۱۳ میلیون نفر                | ۸٬۱۰۹٬۴۹  | ۱۶۱٬۸۶  | ۷٬۹۴۷٬۵۲  | ~۵۸         | ۲                    | محمد اشرف غنی | ۴٬۴۸۵٬۸۸۸       | ۵۶٫۴۴          | [ ۱۱ ] |
| چهارم            | ۶ میزان (مهر) ۱۳۹۸    | ۹,۶۰۰,۰۰۰ برای رای ثبت‌نام کردند | ۱٬۸۲۴٬۴۰۱ | ۵۶۳     | ۱٬۸۲۳٬۸۳۸ | ۱۹          | ۱۳                   | محمد اشرف غنی | ۹۲۳٬۵۹۲         | ۵۰.۶۴٪         |        |

## میزان مشارکت‌های مردمی
تا کنون چهار انتخابات ریاست جمهوری در افغانستان برگزار شده که در دور اول در سال ۱۳۸۳ بیش از هشت میلیون، در سال ۱۳۸۸ با کاهش چشمگیر نزدیک به ۴ میلیون نفر، سال ۱۳۹۳ با حضور تقریبی ۵۸ درصد مردم در انتخابات حضور پیدا کردند. افراد بالای ۱۸ سال برای شرکت در انتخابات باید از قبل برای دریافت کارت رای دهی ثبت نام کنند.